# Oliver Müller (Schriftsteller)
Oliver Müller (geboren 1983 in Marl) ist ein deutscher Science-Fiction-Autor und Kommunalpolitiker.

## Leben
Müller arbeitet als Verwaltungsfachangestellter im Straßenverkehrsamt von Marl und ist Mitglied der CDU-Fraktion im Stadtrat von Marl.
Ab den 2010er Jahren begann er Erzählungen zu veröffentlichen, zunächst online und in Anthologien, hauptsächlich aus dem Horror-Genre, inzwischen vorwiegend Science-Fiction. Ab 2012 erschienen dann erste Beiträge in Heftromanserien. Inzwischen ist er Autor von über zwei Dutzend Romanheften, auch in bekannten Serien wie Rex Corda, Raumschiff Promet, Professor Zamorra und Geisterjäger John Sinclair. Müllers Kurzgeschichte The axeman’s jazz wurde 2018 mit dem Vincent Preis ausgezeichnet. 2022 gewann er erneut den Vincent Preis in den Kategorien „Beste Kurzgeschichte“ für die Erzählung Im Namen der heiligen Jungfrau Maria und in der Kategorie „Bester Horrorheftroman“ für Mourning Doll – Trost aus der Hölle, erschienen als John Sinclair Band 2293.
Außerdem wurde sein Roman Der Giftplanet (Maddrax Band 540) mit der "Goldenen Taratze" als bester Roman der Serie im Jahr 2020 ausgezeichnet.
Seit 2024 schreibt Müller auch Skripte für Hörspiele.

## Bibliografie

### Romane, Erzählungen
Die Serien sind nach dem Erscheinungsjahr des ersten Teils geordnet.
Rex Corda
(mit Margret Schwekendiek)
- 30 Frosttod über Aglan (2013)
- 31 Der Hyperschock (2013)
- 32 Die Stunde der Rebellen (2014)
- 33 Der Tod fliegt mit (2015)
- 34 Der Befehl des Schenna (2015)
- 35 Das Vermächtnis der Zeitlosen (2016)
- 36 Jahrtausendchronik (2018)

Raumschiff Promet – Von Stern zu Stern
- 2 Sprung ins Ungewisse (2014)
- 5 Gefangene der Doppelsonne (2014)
- 8 Die Sklavenwelt (2015, mit H. W. Stein)

Ad Astra
- 21 Im Bann der Geierköpfe (2015, mit Melanie Brosowski)
- 25 Sodors Ultimatum (2017, mit Michael Edelbrock)
- 28 Gefangen auf Sodor (2019, mit Michael Edelbrock)
- 33 Gefahr aus Ophiuchi: Entscheidung! (2021, mit Michael Edelbrock & Thomas T.C. Franke)

Vampir Gothic (Romantruhe)
- 24 Aus Blut geboren (2015, mit Margret Schwekendiek)
- 25 Kirche des ewigen Blutes (2016, Margret Schwekendiek)
- 26 Kämpfer aus dem Nichts (2016, Margret Schwekendiek)
- 27 Die Blutprinzessin (2017)
- 28 Blutige Ernte (2017)

Professor Zamorra
- 1088 Grenze zur Unendlichkeit (2016, mit Manfred H. Rückert)
- 1101 Monument der Stille (2016, mit Manfred H. Rückert)
- 1176 Verliere dein Gesicht (2019, mit Manfred H. Rückert)
- 1181 Wächter der Geisterstadt (2019, mit Manfred H. Rückert)
- 1195 Wenn das Böse wiederkehrt … (2020)
- 1209 Die toten Mönche von Llamphong (2020)
- 1242 Gefangen im Zeitverlies (2022)
- 1286 Schatten der Vergangenheit (2023)

Maddrax
- 365 Ein Käfig aus Zeit (2014, mit Oliver Fröhlich)
- 525 Die Glorreichen Drei (2020)
- 540 Der Giftplanet (2020)
- 566 Im Schatten des Schafotts (2021)
- 571 Wer Zwietracht sät (2021, mit Lucy Guth)
- 587 Körper gesucht (2022)
- 598 Countdown (2022, mit Simon Borner)
- 626 Zeit des Sterbens (2024)
- 638 Neustart (2024)
- 644 Geistwelten (2024)
- 654 Metamorphosen (2025)

Deinoid XT (Verlag Peter Hopf)
- 3 Götterflucht (2017)
- 4 Götterdämmerung (2017)

Geisterjäger John Sinclair
- 2106 Der Weg ins entrückte Land (mit Oliver Fröhlich, 2018)
- 2149 Schule des Grauens (2019)
- 2229 Hexenasche (2021)
- 2256 Die Rückkehr der Königin (2021)
- 2293 Mourning Doll – Trost aus der Hölle (2022)
- 2334 Geraubte Herzen (2023)

### Hörspiele
Dreamland Grusel
- 67 Monster im Keller (mit Thomas Birker, 2024)
- 68 In den Klauen der Ghouls (mit Thomas Birker, 2024)
- 74 Ein Vampir??? (mit Thomas Birker, 2025)
- 76 Der Vampir von Verdun (mit Thomas Birker, 2025)
- 77 Gefangen im Gestern (mit Thomas Birker, 2025)
- Live-Hörspiel "Das Grauen auf Schloss Moosdran" (aufgeführt auf der HörspielCon am 17. Mai 2025 in Nidderau)